# シップウォッチング

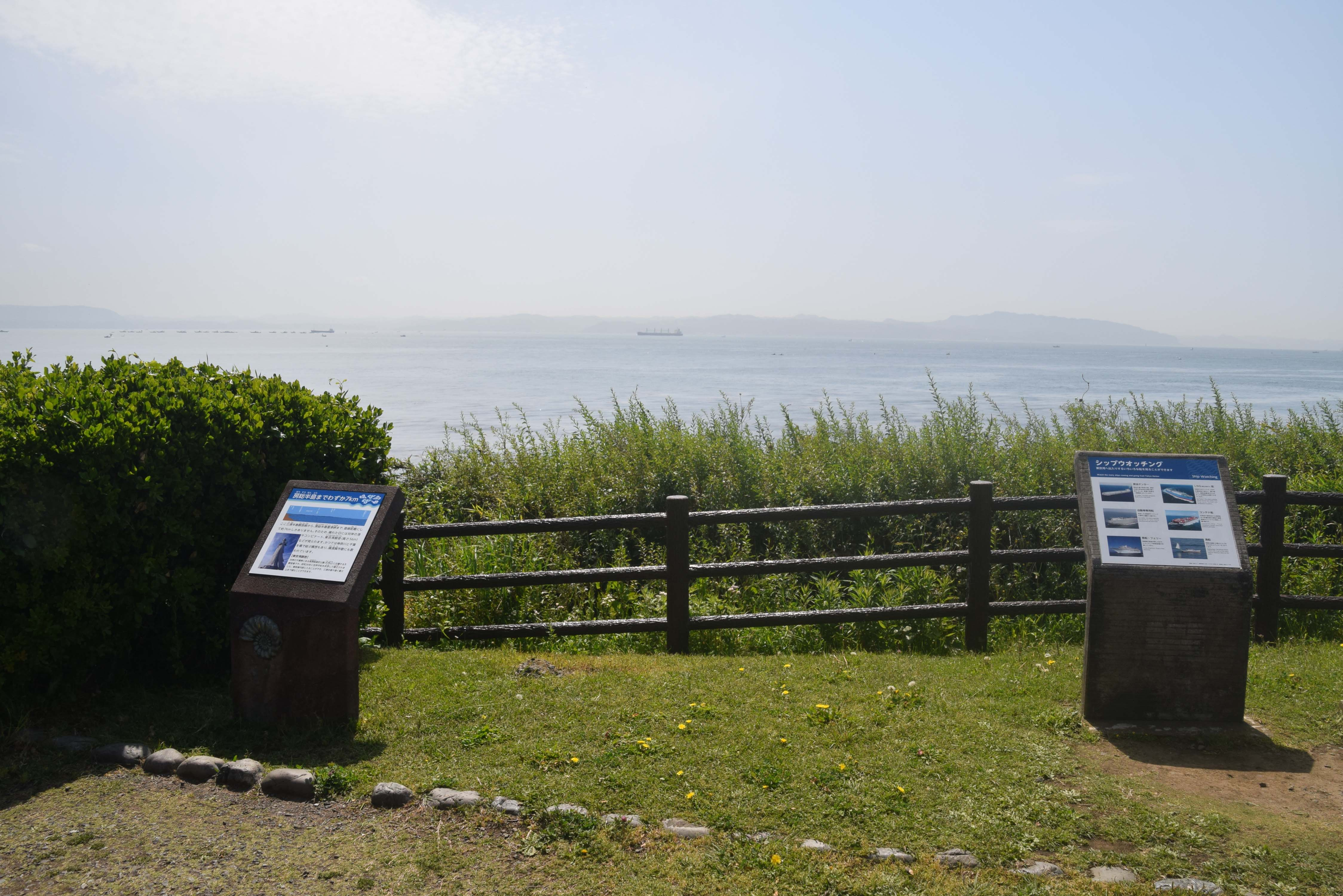
観音崎公園（神奈川県）の展望広場で浦賀水道を通過する船舶のシップウォッチング。対岸は千葉県。

シップウォッチング（英語: Ship watching）は船舶の交通が多い海域・水域で様々な船の通過を観察することで、世界的に行われている野外活動、観光の一形式である。
日本では神奈川県の観音崎で浦賀水道を通過する船舶、アメリカ合衆国ではミネソタ州のトゥーハーバーズでスペリオル湖を通る船舶に対してなどが、行われている。中国では長江を多くの船舶が上下していて、その中流の武漢では長江左岸の漢口江灘公園・右岸の武昌江灘公園などでシップウォッチングが行われる。

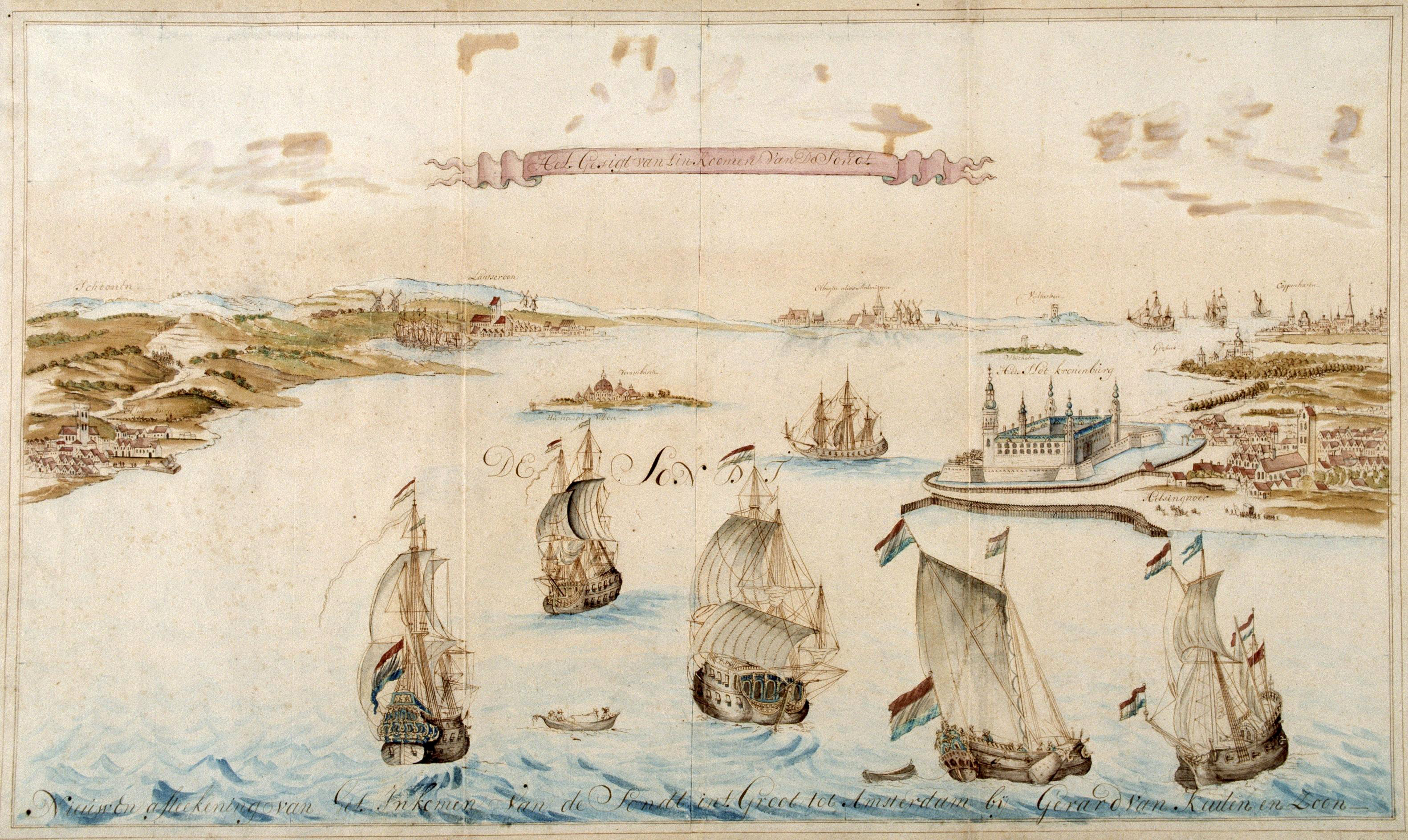
昔の人も船舶観察（デンマーク・スウェーデン間のエーレスンド海峡で）
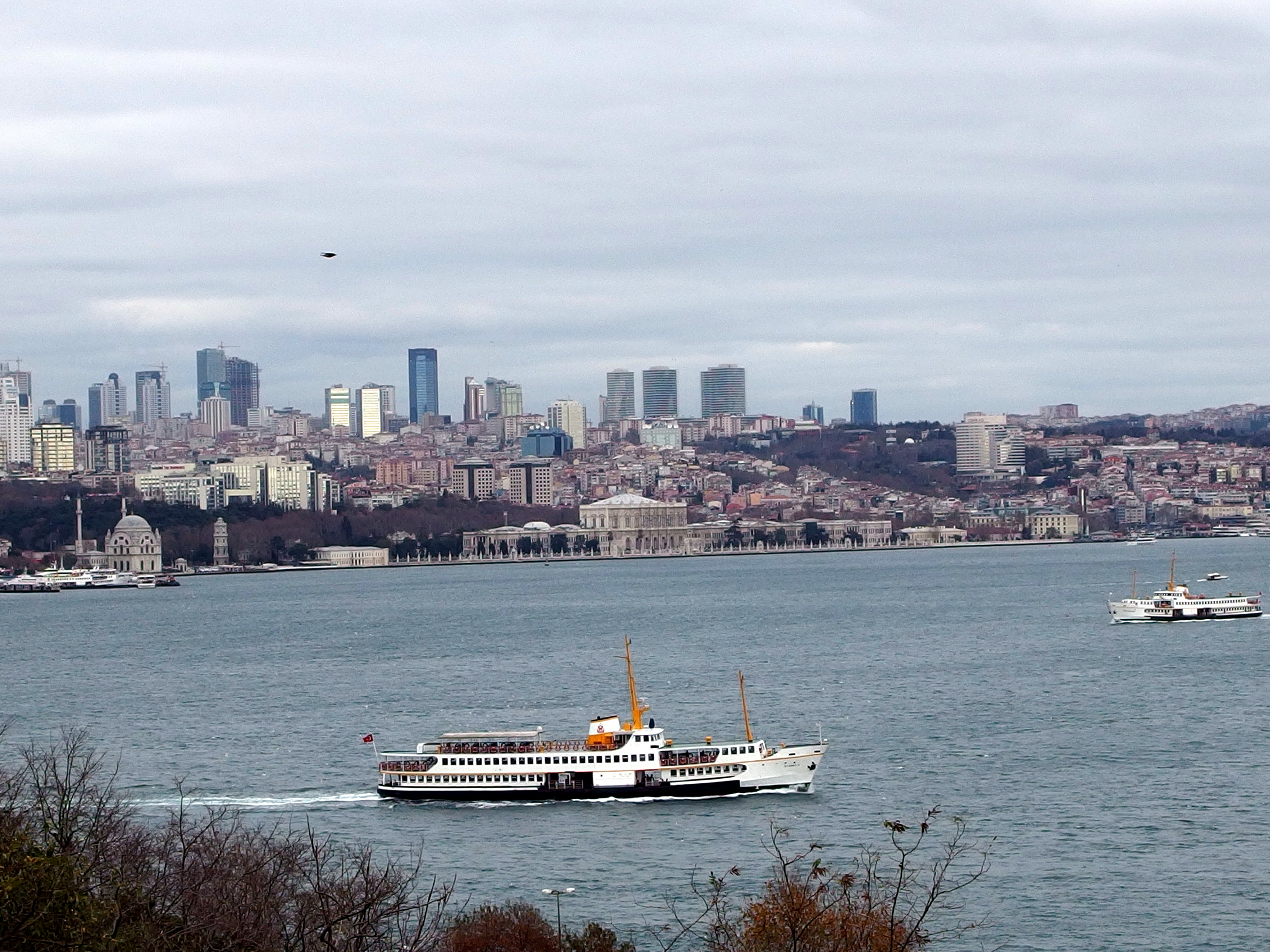
トルコ・ボスポラス海峡でシップウォッチング
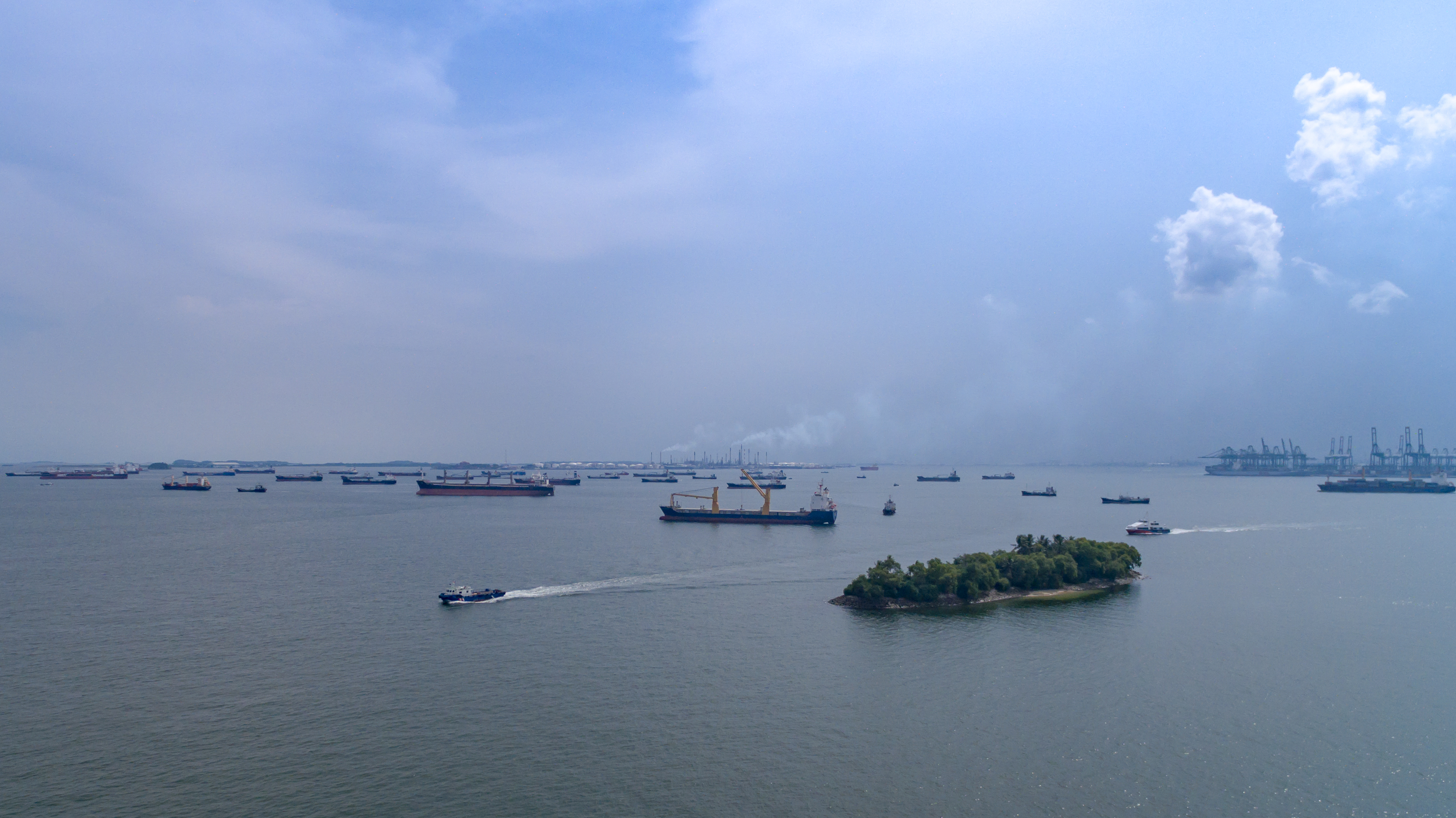
マラッカ海峡でシップウォッチング
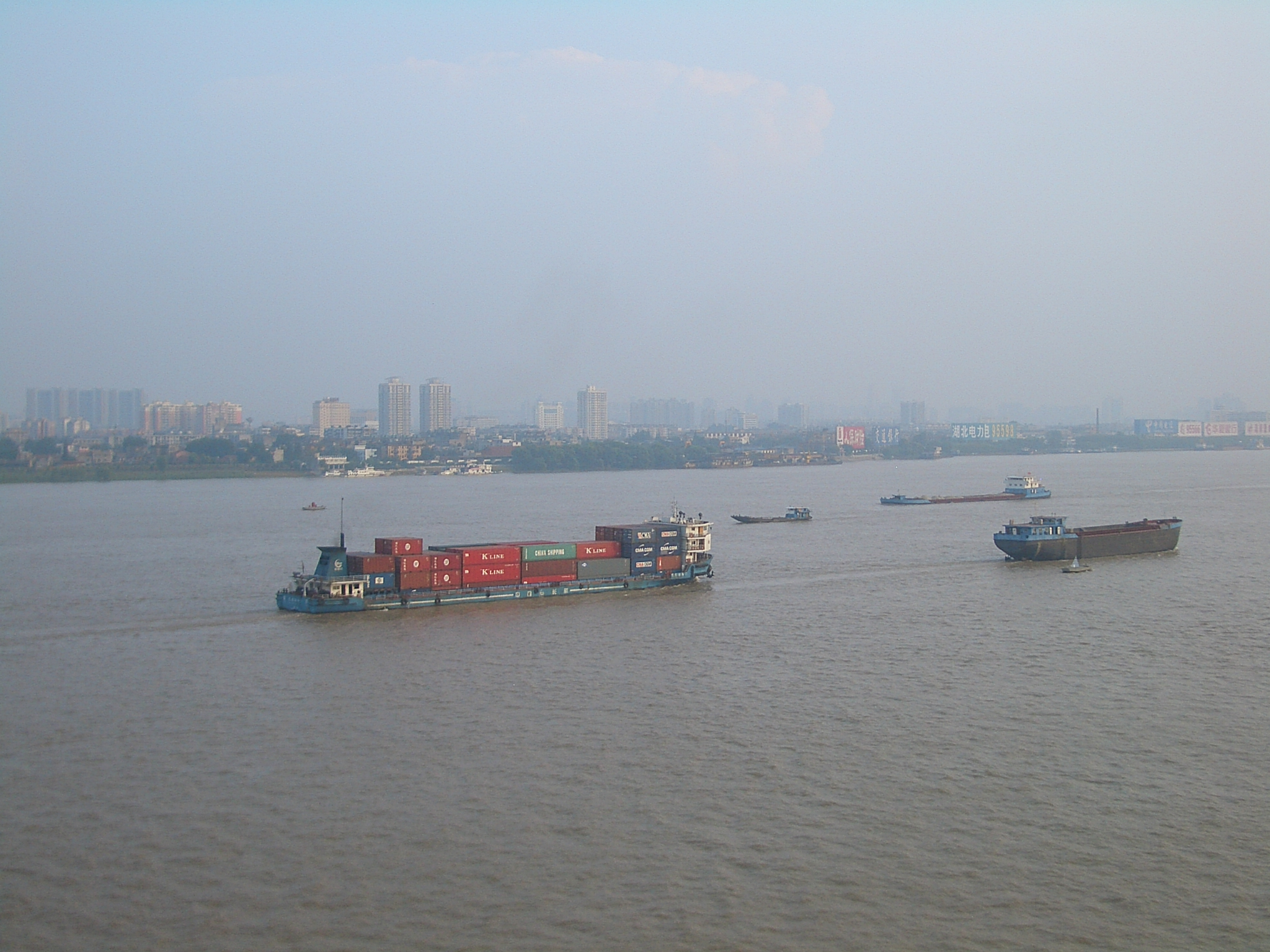
中国・武漢の長江上の船舶をシップウォッチング

## 参照項目
- ホエールウォッチング
- 野外活動
- 水運